# Cecília Metela

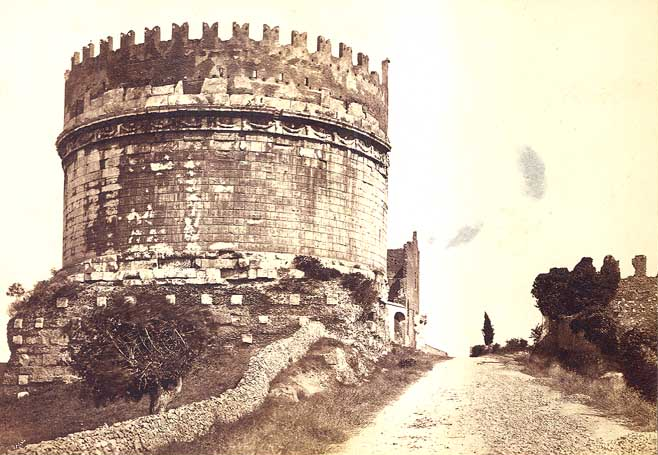
Tumba da nora de Crasso, Cecília Metela Crética, filha de Quinto Cecílio Metelo Crético, na Via Ápia, agora parte do castelo medieval dos Caetani.

Cecília Metela (em latim Caecilia Metella) foi o nome dado a todas as mulheres da família romana Cecílios Metelos, conforme a nomenclatura romana de nomes.
Na história da Roma Antiga, surgem pelo menos quatro Cecílias Metelas nas fontes da época:

## Macedônica
Cecília Metela Macedônica (latim: Caecilia Metella Macedonica) era o nome de duas filhas de Quinto Cecílio Metelo Macedônico, cônsul em 143 a.C.. A primeira casou-se com Caio Servílio Vácia e foi mãe de Públio Servílio Vácia Isáurico, cônsul em 79 a.C.. A segunda casou-se com Públio Cornélio Cipião Násica Serapião, cônsul em 138 a.C., e foi mãe de Públio Cornélio Cipião Násica Serapião, cônsul em 111 a.C..

## Dalmática
Cecília Metela Dalmática (latim: Caecilia Metella Dalmatica), morta por volta de 80 a.C., era filha de Lúcio Cecílio Metelo Dalmático, pontífice máximo em 115 a.C. O seu primeiro casamento foi com Marco Emílio Escauro, príncipe do senado, um dos aliados políticos da sua família e líder dos Optimates. Dalmática teve dois filhos deste casamento: Marco Emílio Escauro, o Jovem e Emília Escaura, a segunda mulher de Pompeu. Após a morte de Escauro, Dalmática voltou a casar com Lúcio Cornélio Sula. Em 86 a.C., Caio Mário obteve o seu sétimo consulado e iniciou a perseguição aos seus inimigos políticos. Como Sula, então no Oriente envolvido na guerra contra Mitrídates VI do Ponto, estava à cabeça da lista, Dalmática foi obrigada a fugir de Roma e reencontrou-se com o marido na Grécia, onde nasceram os gémeos Fausto e Fausta Sula. Em 81 a.C., no final da guerra civil entre os Populares de Mário e os Optimates, Sula conquista Roma e torna-se ditador vitalício, no conceito romano do termo. Dalmática acompanhou o marido e tornou-se então numa espécie de primeira-dama da cidade. Morreu pouco depois e Sula concedeu-lhe um funeral público luxuoso, que foi contra todas as leis antiesbanjamento que o próprio redigira.

## Baleárica
Quinto Cecílio Metelo Baleárico, cônsul em 123 a.C., teve duas filhas. Cecília Metela Baleárica, a Velha (latim: Caecilia Metella Balearica Major) foi uma virgem vestal. Sua irmã mais nova, Cecília Metela Baleárica, a Jovem (latim: Caecilia Metella Balearica Minor), morta em 89 a.C., casou-se com Ápio Cláudio Pulcro, líder de um ramo empobrecido dos patrícios Cláudios, e alcançou uma reputação de virtude e modéstia que faziam dela um exemplo a seguir. Ao contrário do hábito das famílias romanas de então, que procuravam conter a natalidade e as despesas decorrentes de dotes e carreiras políticas, o casal era famoso pelos seus cinco filhos, dois rapazes (Ápio e Caio) e três raparigas (Cláudia Primeira, Cláudia Segunda e Cláudia Terceira ou Tertula, que ficou conhecida como Clódia). Enquanto estava grávida pela sexta vez, Baleárica teve um sonho terrível, onde Juno lhe apareceu para se queixar do estado lastimável do seu templo. Como era costume numa altura em que os sonhos eram levados muito a sério, Baleárica correu a limpar o templo ela própria, ajudada apenas pelo censor Lúcio Júlio César. O feito aumentou a sua reputação de virtude mas pouco depois, talvez como consequência, Baleárica morreu em trabalho de parto. O seu último filho seria o famoso Públio Cláudio Pulcro, que mudou seu nome para Públio Clódio Pulcro.

## Caprária
Cecília Metela Caprária (latim: Caecilia Metella Capraria) era filha de Caio Cecílio Metelo Caprário, cônsul em 113 a.C.. Casou-se com o polêmico governador da Sicília Caio Verres em 70 a.C.

## Calva
Cecília Metela Calva (latim: Caecilia Metella Calva) foi filha de Lúcio Cecílio Metelo Calvo, cônsul em 142 a.C., e mulher de Lúcio Licínio Lúculo. Calva mereceu uma referência nas fontes não pelas virtudes e modéstia, mas pela sucessão de casos amorosos que manteve com homens casados e escravos que acabaram por provocar escândalo e divórcio. Foi a mãe de Lúcio Licínio Lúculo, o Jovem (cônsul em 74 a.C.) e Marco Terêncio Varrão Lúculo (cônsul em 73 a.C.). A data da sua morte é desconhecida.

## Céler
Cecília Metela Céler (latim: Caecilia Metella Celer) foi filha de Quinto Cecílio Metelo Céler e da sua mulher Clódia. Em 53 a.C., Metela Céler foi casada à força com Públio Cornélio Lêntulo Espínter, um político conservador aliado da sua família. Tal como a sua mãe, a sua vida ia provocar escândalo e pouco tempo depois do casamento, iniciou uma relação com Públio Cornélio Dolabela, um membro dos Populares  e inimigo político dos Caecilii Metellii. O caso, que acabou em divórcio e escândalo, é conhecido através da correspondência de Cícero, cuja filha Túlia era então casada com Dolabela. Céler foi devolvida à família em desgraça, mas os primos não hesitaram em usar as suas artes de sedução para os seus próprios fins. Nos anos seguintes, seduziu vários partidários de Júlio César, de forma a limpar o nome da sua família dentro do núcleo do ditador. De entre os seus amantes não políticos contam-se o poeta Ticida, que escreveu sobre ela atribuindo-lhe o nome de Perila e Esopo, um equestre que financiou a família por muitos anos. A data da sua morte é incerta.